# Sisymbrium lipskyi
Sisymbrium lipskyi är en korsblommig växtart som beskrevs av Nikolaj Adolfovitj Busj. Sisymbrium lipskyi ingår i släktet gatsenaper, och familjen korsblommiga växter. Inga underarter finns listade i Catalogue of Life.